# تشارلز سميث ويلكوكس
تشارلز سميث ويلكوكس هو سياسي كندي، ولد في 21 ديسمبر 1852، وتوفي في 11 أكتوبر 1909.